# Impatiens laojunshanensis
Impatiens laojunshanensis är en balsaminväxtart som beskrevs av S.H.Huang. Impatiens laojunshanensis ingår i släktet balsaminer, och familjen balsaminväxter. Inga underarter finns listade i Catalogue of Life.